# Љуљка
Љуљка, у окрузима нишком, пиротском, врањском и делу моравског, врста
колевке, која је од вунене тканине као мали четвртаст ћилимчић, са, на сваком крају, дугом упреденом траком од 1—2 метра. Служи за ношење детета на леђима, или се веша на посебне ногаре.